# Volkswagen Taro

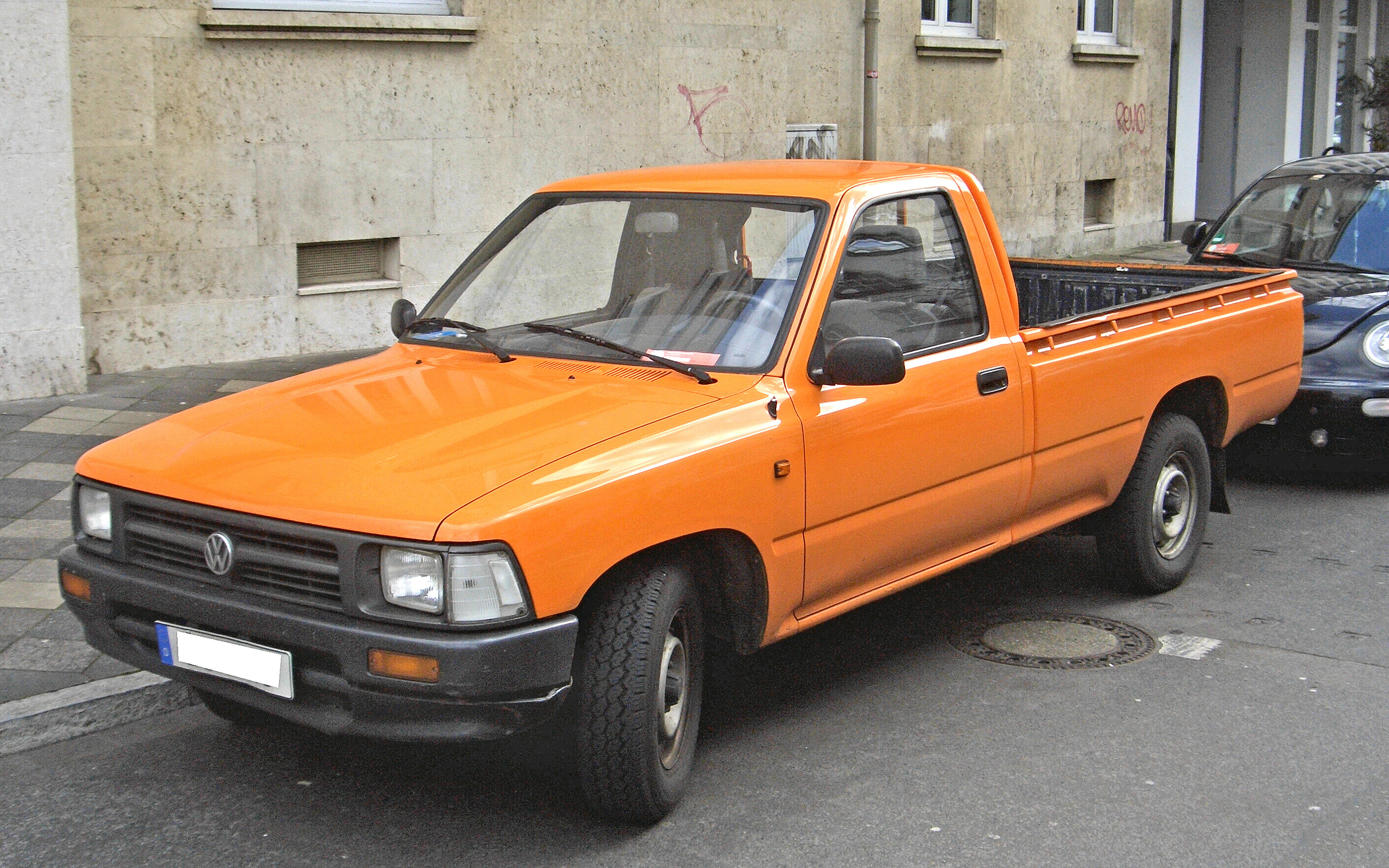
Volkswagen Taro

Volkswagen Taro, en bilmodell från Volkswagen och Toyota lanserad våren 1989, produktionen avslutades mars 1997.
Typnummer 7A.
Volkswagen tecknade ett kontrakt med Toyota att tillverka 10.000 bilar med namnet Volkswagen Taro per år. Bilarna sändes CKD till Hannover-fabriken, de första Toyota Hilux/Taro rullade ut ur fabriken januari 1989. Under år 1995 flyttades produktionen till Emden där bilarna monterades "bredvid" Volkswagen Passat. Som en del av överenskommelsen var att en tredjedel av produktionen skulle ha Toyotaemblem.
En annan del av kontraktet var att Toyota skulle producera Hilux med VW-emblem i sin fabrik i Tahara, Japan. Anledningen till att Volkswagen lät Toyota tillverka dessa bilar var att komma in på den lukrativa entonsmarknaden i Europa. Volkswagen Caddy klarade bara 500 kg och Volkswagen Transporter var en helt annan typ av bil. Fördelarna var att man kom åt en färdig bil, man slapp höga utvecklingskostnader och man kom undan med billiga tillverkningslinor.
Bilen var helt lik Toyota Hilux, en liten "pick-up", med bakhjulsdrift eller fyrhjulsdrift, med bensinmotor eller dieselmotor. Den stora skillnad som fanns mellan Toyota och VW var att bakre lämmen på flaket hade ett VW-märke, det fanns ett VW-märke i fronten och kudden i rattnavet hade ett VW-märke.